# Khu dân cư Masaryk của các quan chức ngân hàng
Khu dân cư Masaryk của các quan chức ngân hàng (tiếng Slovakia: Masarykova kolónia bankových úradníkov) là tên chính thức của một khu dân cư được xây dựng ở thành phố Košice của Slovakia. Vào ngày 13 tháng 2 năm 1981, công trình kiến trúc này được ghi danh vào Danh sách Di tích Trung ương theo quyết định của Bộ Văn hóa Cộng hòa Slovakia.

## Lịch sử
Khu dân cư này được một hợp tác xã xây dựng vào năm 1931, dựa trên bản thiết kế của một kiến trúc sư người gốc Brno tên là Josef Polášek. Khu dân cư này cung cấp nơi ở cho 48 gia đình cán bộ làm việc tại các ngân hàng Séc, Slovakia và Hungary ở Košice.

## Miêu tả
Khu dân cư này là một tòa nhà có bốn tầng và tám cầu thang. Phía trên của ba tầng sinh hoạt là tầng mái. Số lượng căn hộ trong khu dân cư đủ để phục vụ nhu cầu định cư cho 48 gia đình, cụ thể là khu dân cư có 21 căn hộ ba phòng, 21 căn hộ hai phòng, 6 căn hộ bốn phòng và 5 căn hộ một phòng. Về mặt kiến trúc, khu dân cư chỉ có ba loại cửa sổ, hai loại cửa ra vào và ba loại tủ tiêu chuẩn. Trong sân của khu dân cư là sân chơi cho trẻ em, có cả hồ bơi và vườn cây cho cư dân trong nhà. Lúc mới xây dựng, cây xanh được trồng trên các sân thượng.